# Natchnienie poety
Natchnienie poety (fr. L’Inspiration du poète) – dwie wersje obrazu francuskiego malarza Nicolasa Poussina powstałe w latach 1628–1630.
Pierwsza wersja powstała w 1628 roku. Było to jedno z pierwszych dzieł Poussina. Przedstawia nagiego boga słońca, opiekuna 9 muz i wszystkich ich dziedzin sztuki, Apolla, do którego we śnie udają się artyści, prosząc o natchnienie. Motyw wędrówek znany jest z listów Pietra Aretina, gdzie autor opisał senne spotkanie z Apollem. Patron poetów został przedstawiony nagi, w półleżącej pozycji, oparty o skały góry Parnas, będącej symbolem natchnienia twórczości literackiej. Bóg poi winem klęczącego po jego lewej stronie poetę, co ma nawiązywać do Bachusa, patrona zabaw niestroniącego od wina, które ma pomagać artyście w uzyskaniu weny twórczej. Po lewej stronie obrazu stoi półnaga muza, nad postaciami trzepoczą trzy geniusze. Klęczący nagi Apollo oraz odsłonięta pierś jednej z muz nawiązują do bachicznej i erotycznej twórczości literackiej.
Dwa lata później Poussin powrócił do tematu i namalował drugą wersję, dziś należącą do muzeum Luwr. Wcześniej obraz ten należał do kardynała Mazarina, a następnie zdobił prywatne kolekcje. W 1911 roku obraz trafił do Luwru. Nowa wersja jest wyrazem dojrzałości artysty oraz większej znajomości kultury i filozofii antycznej.
Apollo siedzi na górze Parnas, a jego dłoń skierowana jest ku kartce trzymanej przez poetę. Ten czeka na natchnienie, mali geniusze z wieńcami mają zwiastować nieśmiertelną sławę. Poussin namalował dwa putta trzymające trzy laury, co wskazuje, iż scena ma składać hołd nie tylko pisarzom, ale też dokonaniom muzyków i malarzy. W ten sposób malarz wzywał do połączenia tych trzech sztuk. Postacie są odziane, Apollo gra na lirze, a putta są osłonięte woalem. Muza ma odsłonięta jedna pierś i dzięki księgom Iliady, Odysei oraz Eneidy można ją zidentyfikować jako Kaliope – muzę poezji epickiej. Poeta spogląda w niebo, gdzie zdaje się szukać ostatecznej weny u Boga chrześcijańskiego, a postacie wokół niego są jedynie jego opiekunami.
W XX wieku przeprowadzono badania radiograficzne, które pokazały, jak długo malarz pracował nad obrazem i jak często przerabiał lub poprawiał postacie. Pod twarzą poety, kryła się np. inna, bardziej dziecięca podobna do zmarłego przedwcześnie poety Virginia Cesariniego. Był on zwolennikiem sztuki harmonizującej z wiarą i nauką kościoła, jak również protegowanym papieża Urbana VIII. Przed swoją śmiercią wyraził jednak swoje poparcie dla heliocentrycznej teorii Galileusza, czym sprzeciwił się teoriom Kościoła katolickiego. Poussin, stawiając Apolla jako boga słońca w centralnej części obrazu i grupując wokół niego inne postacie, mógł w ten sposób złożyć hołd poglądom Cesariniego. Według innych historyków sztuki obraz stanowi podziękowanie dla Jana Battista Marina.